# Archytas scutellatus
Archytas scutellatus là một loài ruồi trong họ Tachinidae.